# Scooby-Doo és a madárijesztő
A Scooby-Doo és a madárijesztő (eredeti cím: Scooby-Doo! and the Spooky Scarecrow) 2013-ban bemutatott amerikai televíziós 2D-s számítógépes animációs film, amelynek a rendezője Michael Goguen, az írója Paul Dini, Misty Lee és Len Uhley. A film a Warner Bros. Animation gyártásában készült a Warner Home Video és forgalmazásában jelent meg. Műfaját tekintve filmvígjáték.
Amerikában 2013. szeptember 10-én mutatták be DVD-n, Magyarországon 2015. január 24-én mutatta be az HBO.

## Szereplők
| Szereplő          | Eredeti hang          | Magyar hang     |
| ----------------- | --------------------- | --------------- |
| Scooby-Doo        | Frank Welker          | Vass Gábor      |
| Fred Jones        | Frank Welker          | Markovics Tamás |
| Diána Blake       | Grey DeLisle          | Hámori Eszter   |
| Bozont Rogers     | Matthew Lillard       | Fekete Zoltán   |
| Vilma Dinkley     | Mindy Cohn            | Madarász Éva    |
| Kern seriff       | Wendy Malick          | Kocsis Mariann  |
| Husk polgármester | Gary Anthony Williams | Forgács Gábor   |
| Mr. Bumpy         | Jeff Bennett          | Barbinek Péter  |
| Temető birtokos   | Jeff Bennett          | Kajtár Róbert   |
| Levi              |                       | Penke Bence     |